# Radio Ga Ga
Radio Ga Ga – piosenka brytyjskiej grupy Queen wydana w 1984 roku na singlu, który promował album The Works (1984). Utwór napisał Roger Taylor.

## Historia

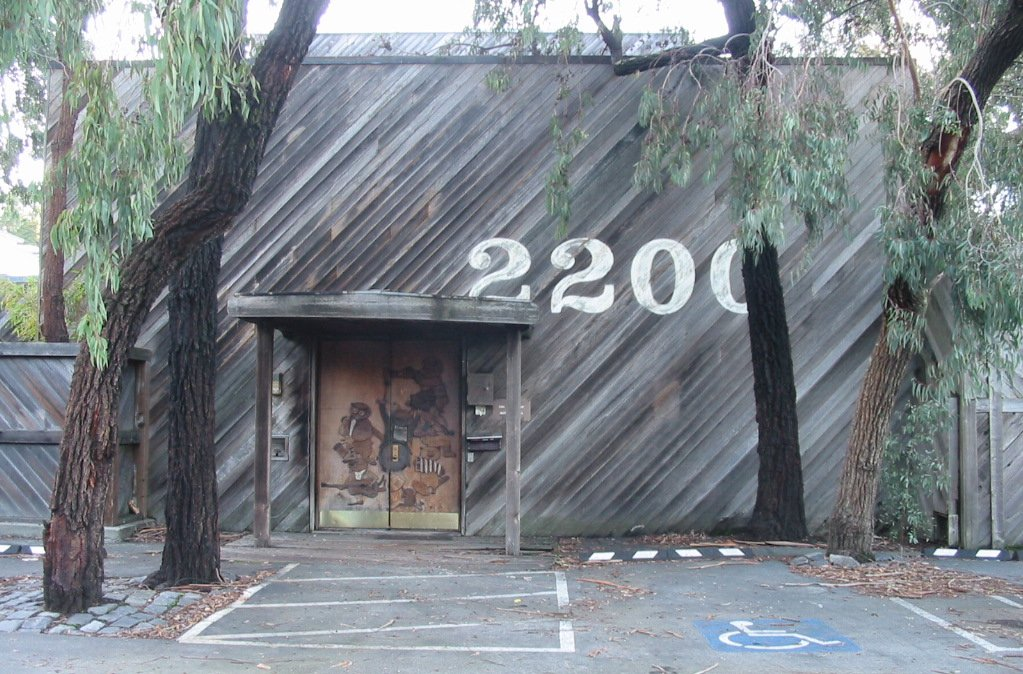
W sierpniu i na początku września 1983 r. zespół Queen i producent Mack zrealizowali nagranie piosenki w studiu Record Plant (Los Angeles)

Inspiracją do napisania utworu, jak utrzymuje Taylor, było wyrażenie, często używane przez jego najstarszego (wówczas 3-letniego) syna, od którego wziął się tytuł piosenki. Perkusista zamierzał początkowo umieścić go na swoim solowym albumie, lecz Freddie Mercury po zapoznaniu się z utworem doszedł do wniosku, że jest to wielka okazja na stworzenie przeboju. Basista John Deacon i gitarzysta Brian May przychylili się do zdania Mercury’ego i Taylor dokończył utwór wraz z resztą zespołu, rezygnując tym samym z solowej wersji. 
Na głównych listach przebojów w Belgii (Flandrii), Danii, Europie, Finlandii, Irlandii i Szwecji singiel z piosenką dotarł do 1. miejsca. W Polsce, na liście przebojów Programu Trzeciego Polskiego Radia, utwór zadebiutował 4 lutego 1984 roku i dotarł do pozycji 1. W sumie spędził w zestawieniu 13 tygodni.

### Na koncertach
Piosenka „Radio Ga Ga” była wykonywana na żywo przez zespół Queen podczas tras koncertowych w latach 1984–1986. Utwór był jednym z sześciu, które grupa wykonała podczas koncertu Live Aid w 1985 roku. Podczas The Freddie Mercury Tribute Concert w 1992 roku piosenkę wykonał brytyjski wokalista Paul Young. Podczas tras koncertowych Queen + Paul Rodgers od 2005 do 2009 roku utwór śpiewał Roger Taylor.

## Teledysk
Swą popularność piosenka zawdzięcza w pewnym stopniu nowatorskiemu jak na owe czasy teledyskowi. Część teledysku jest czarno-biała, druga część natomiast kolorowa. Oprócz całej gamy efektów specjalnych, członkowie Queen wykorzystali podczas jego realizacji elementy niemieckiego filmu Fritza Langa Metropolis (1927).
W pierwszej części teledysku członkowie grupy jadą samochodem „z przyszłości”. W następnej części Mercury w czerwonym kostiumie wchodzi do komnaty z zegarem i przesuwa jego wskazówki. Po chwili pojawiają się sylwetki trzech pozostałych członków grupy (Taylor, May, Deacon). Najwięcej kłopotów sprawiła scena z refrenu utworu, w której członkowie zespołu wraz z tłumem rytmicznie klaszczą w dłonie. Muzycy długo nie mogli sobie poradzić z synchronizacją oklasków.
W artykule „Wideoklik” (aut. B. Chaciński), który w 2011 roku opublikowano na łamach polskiego tygodnika społeczno-politycznego „Polityka” teledysk do „Radio Ga Ga” zestawiono wśród „10 wideoklipów, które wypada znać” (pozostałe to m.in. „Video Killed the Radio Star” i „Thriller”).

## Nawiązania
Amerykańska piosenkarka Stefani Germanotta przyjęła swój pseudonim Lady Gaga inspirując się tytułem tej piosenki.

## Listy przebojów

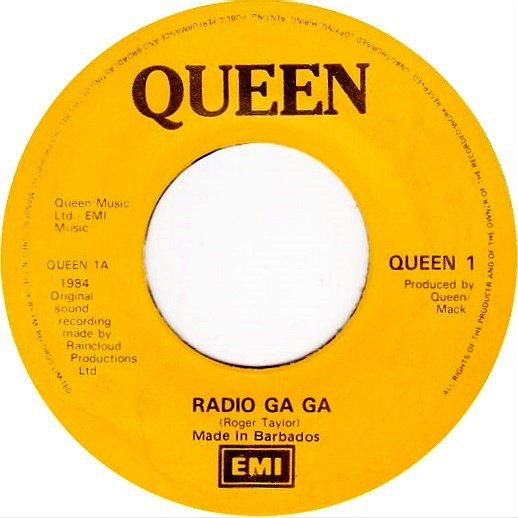
Etykieta singla „Radio Ga Ga” (Barbados, 1984)

| Kraj   | Lista                            | Pozycja | Źr.    |
| ------ | -------------------------------- | ------- | ------ |
| AU     | Top 100 Singles                  | 2       | [ 10 ] |
| AT     | Ö3 Austria Top 40                | 2       | [ 11 ] |
| BE-VLG | Ultratop 50 Singles (Flandria)   | 1       | [ 1 ]  |
| DK     | Single Top 10                    | 1       | [ 2 ]  |
| EU     | European Top 100 Singles         | 1       | [ 3 ]  |
| FI     | Suomen virallinen lista: Singlet | 1       | [ 4 ]  |
| FR     | Chansons: ventes/airplay         | 28      | [ 12 ] |
| NL     | Single Top 100                   | 2       | [ 13 ] |
| ES     | Los 40 Principales               | 1       | [ 14 ] |
| IE     | Top 100 Singles                  | 1       | [ 5 ]  |
| CA     | „RPM” Top Singles                | 11      | [ 15 ] |
| DE     | Single Top 100                   | 2       | [ 16 ] |
| NO     | VG-lista                         | 2       | [ 17 ] |
| NZ     | Top 40 Singles                   | 4       | [ 18 ] |
| PL     | LP3                              | 1       | [ 7 ]  |
| ZA     | Springbok singles chart          | 4       | [ 19 ] |
| PT     | Top 20 Airplay                   | 1       | [ 20 ] |
| CH     | Singles Top 100                  | 3       | [ 21 ] |
| SE     | Topplistan                       | 1       | [ 6 ]  |
| GB     | Official Singles Chart Top 100   | 2       | [ 22 ] |
| US     | Hot 100                          | 16      | [ 23 ] |
| US     | Dance Club Songs                 | 28      | [ 24 ] |

| Kraj   | Lista                          | Pozycja | Źr.    |
| ------ | ------------------------------ | ------- | ------ |
| AU     | Top 100 Singles                | 32      | [ 25 ] |
| AT     | Ö3 Austria Top 40              | 22      | [ 26 ] |
| BE-VLG | Ultratop 50 Singles (Flandria) | 34      | [ 27 ] |
| NL     | Single Top 100                 | 23      | [ 28 ] |
| CA     | „RPM” Top Singles              | 78      | [ 29 ] |
| DE     | Top 100 Single-Jahrescharts    | 25      | [ 30 ] |
| CH     | Singles Top 100                | 25      | [ 31 ] |
| US     | „Cash Box” Top 100 Pop Singles | 100     | [ 32 ] |